# 童钰
童钰（1721年—1782年），字璞岩，号二树。会稽人（今浙江绍兴）。

## 生平
一生布衣，受河南巡抚阿思哈、何煟之聘，与修《河南通志》、《甘泉县志》等，擅山水畫，以卖画为生。與袁枚、章学诚友善，袁枚稱他“使气入墨，奇风怒云，奔赴毫端。”童鈺有一女，嫁女无资，童鈺卖梅百幅，以充當嫁妝。